# Potamocypoda parapugil
Potamocypoda parapugil is een krabbensoort uit de familie van de Dotillidae. De wetenschappelijke naam van de soort is voor het eerst geldig gepubliceerd in 1984 door Tai & Manning.